# Doralice (Orlando furioso)
Doralice è un personaggio del ciclo carolingio. Figura già presente nell'Orlando Innamorato di Matteo Maria Boiardo, acquista maggiore rilevanza nell'Orlando Furioso di Ludovico Ariosto. 
Doralice è una principessa saracena, figlia di Stordilano, il re di Granata. Al pari di Angelica è una donna bellissima, romantica e al tempo stesso tentatrice ed estremamente volubile in amore. Promessa sposa di Rodomonte, viene rapita da Mandricardo, il quale se ne innamora venendone ricambiato.

## Nella cultura di massa
- Nello sceneggiato televisivo Orlando furioso del 1975 diretto da Luca Ronconi, Doralice è interpretata da Grazia Maria Spina.